# Nora Alemán
Nora Alemán é uma escritora, roteirista e produtora de televisão mexicana.

## Filmografia
- Por siempre mi amor (2013)
- Un refugio para el amor (2012)
- Una familia con suerte (2011)
- Heridas de amor (2006)
- Infierno en el paraíso (1999)
- La mentira (1998)
- La culpa (1996)
- The guilt (1996)
- Valeria y Maximiliano (1991)
- Mi segunda madre (1989)
- Los ricos también lloran (1979/80)
- Viviana (1978)